# آمریکانا (فیلم ۲۰۲۳)
آمریکانا (انگلیسی: Americana) یک فیلم کمدی اکشن و جنایی آمریکایی محصول سال ۲۰۲۳ به نویسندگی و کارگردانی تونی توست با بازی سیدنی سوئینی، پال والتر هاوزر، هالزی، اریک دین، زان مک‌کلارنون و سایمون رکس است.

## خلاصه داستان
وقتی یک پیراهن کمیاب لاکوتا گوست به بازار سیاه در یک شهر کوچک داکوتای جنوبی می‌افتد، زندگی افراد خارجی و طردشده‌های محلی به شدت در هم می‌پیچد.

## ساخت
‌فیلمبرداری در فوریه ۲۰۲۲ در نیومکزیکو آغاز شد.

## انتشار
این فیلم اولین نمایش جهانی خود را در جشنواره جنوب از جنوب غربی در ۱۷ مارس ۲۰۲۳ داشت. در مارس ۲۰۲۴، لاینزگیت فیلمز حقوق پخش جهانی فیلم را به دست آورد. قرار است در ۲۲ اوت ۲۰۲۵ منتشر شود.